# 所羅門 (阿拉斯加州)
所羅門（英語：Solomon）是位於美國阿拉斯加州諾姆人口普查區的一個非建制地區。該地的面積和人口皆未知。

## 地理
所羅門的座標為64°33′39″N 164°26′21″W / 64.56083°N 164.43917°W，而該地的平均海拔高度為7米（即23英尺）。